# João Friso de Orange-Nassau
João Friso de Orange-Nassau, Príncipe dos Países Baixos (em neerlandês: Johan Friso Bernhard Christiaan David van Oranje-Nassau van Amsberg) (Utrecht, 25 de setembro de 1968 — Haia, 12 de agosto de 2013) foi um membro da família real holandesa, segundo filho da rainha Beatriz e de seu marido, o príncipe consorte Claus von Amsberg.
Em 24 de abril de 2004, o príncipe João Friso desposou a plebéia Mabel Wisse Smit, sendo obrigado a abdicar aos seus direitos na linha de sucessão ao trono neerlandês, não fazendo desde então parte da Casa Real, mas manteve seu título (príncipe dos Países Baixos). O motivo para a abdicação foi o passado polêmico de Mabel. Ele e sua esposa tiveram duas filhas: as condessas Luana e Zaria de Orange-Nassau. A viúva e filhas residem em Londres, Inglaterra.

## Acidente e morte
Em 17 de fevereiro de 2012, o príncipe Friso foi surpreendido por uma avalanche na localidade de Lech am Arlberg, na Áustria, enquanto esquiava fora da pista. Ele foi levado para um hospital em Innsbruck em estado crítico mas estável. Posteriores testes mostraram que ele sofreu enormes danos cerebrais devido à falta de oxigénio. Após um ano e meio, no dia 12 de agosto de 2013 pela manhã, o príncipe morreu aos 44 anos devido a complicações do acidente.